# Saint-Romain-d’Urfé
Saint-Romain-d’Urfé ist eine französische Gemeinde mit 235 Einwohnern (Stand 1. Januar 2022) im Département Loire in der Region Auvergne-Rhône-Alpes (vor 2016 Rhône-Alpes). Sie gehört zum Arrondissement Roanne und zum Kanton Renaison.

## Geographie
Saint-Romain-d’Urfé liegt im Forez, etwa 27 Kilometer südwestlich von Roanne am Oberlauf des Flusses Aix. Umgeben wird Saint-Romain-d’Urfé von den Nachbargemeinden Saint-Just-en-Chevalet im Norden und Nordosten, Saint-Marcel-d’Urfé im Osten und Südosten, Champoly im Süden, Les Salles im Süden und Südwesten sowie Chausseterre im Westen und Nordwesten.

## Geschichte
1947 wurde Chausseterre aus Saint-Romain-d’Urfé herausgelöst.

## Bevölkerungsentwicklung
| Jahr                       | 1962 | 1968 | 1975 | 1982 | 1990 | 1999 | 2006 | 2014 | 2022 |
| Einwohner                  | 513  | 461  | 384  | 352  | 303  | 270  | 257  | 269  | 235  |
| Quellen: Cassini und INSEE |      |      |      |      |      |      |      |      |      |

## Sehenswürdigkeiten
- Kirche Saint-Romain aus dem 11. Jahrhundert
- kleine Kapelle Saint-Roch
- Schloss und Domäne Génetines

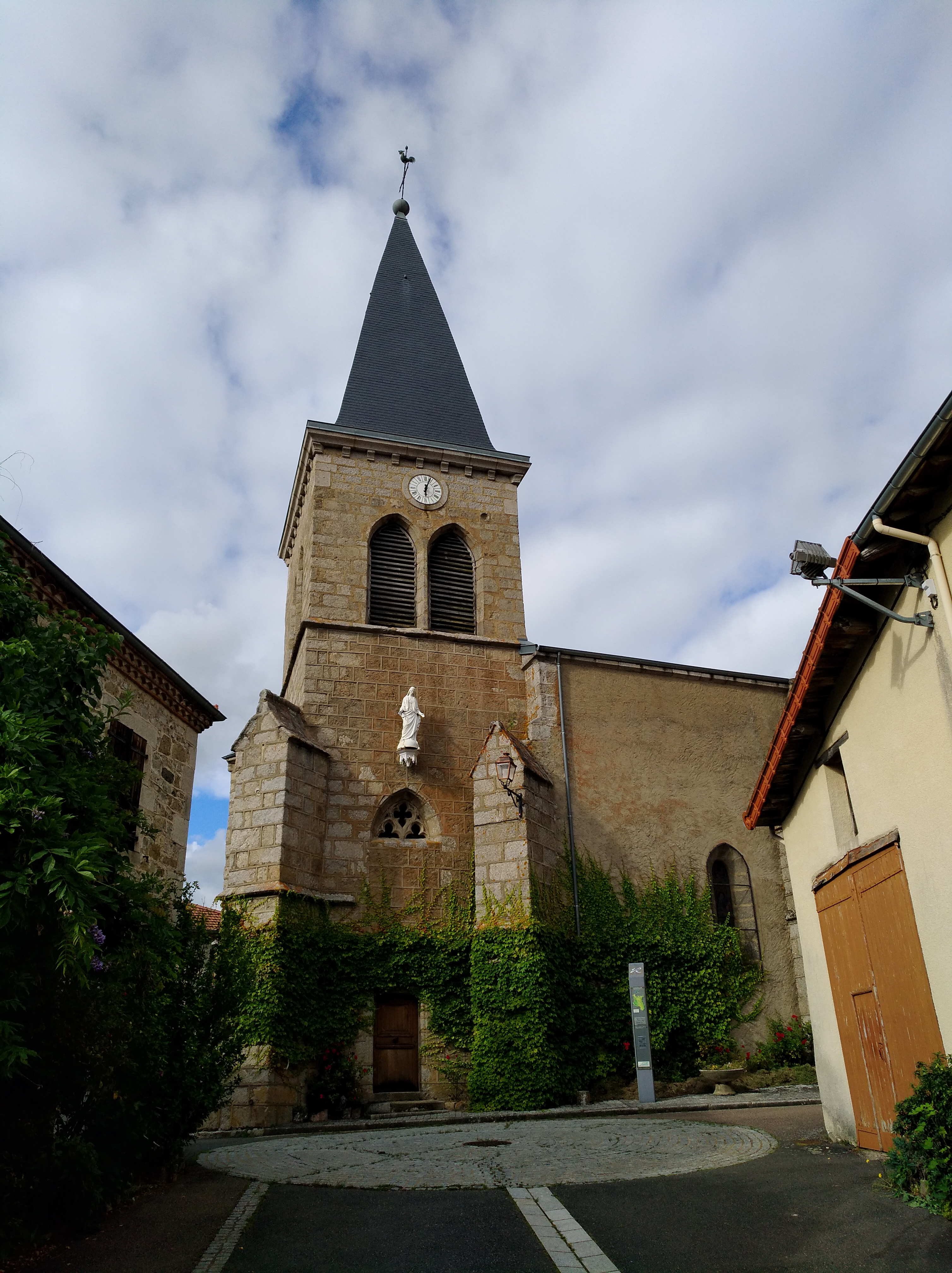
Kirche Saint-Romain
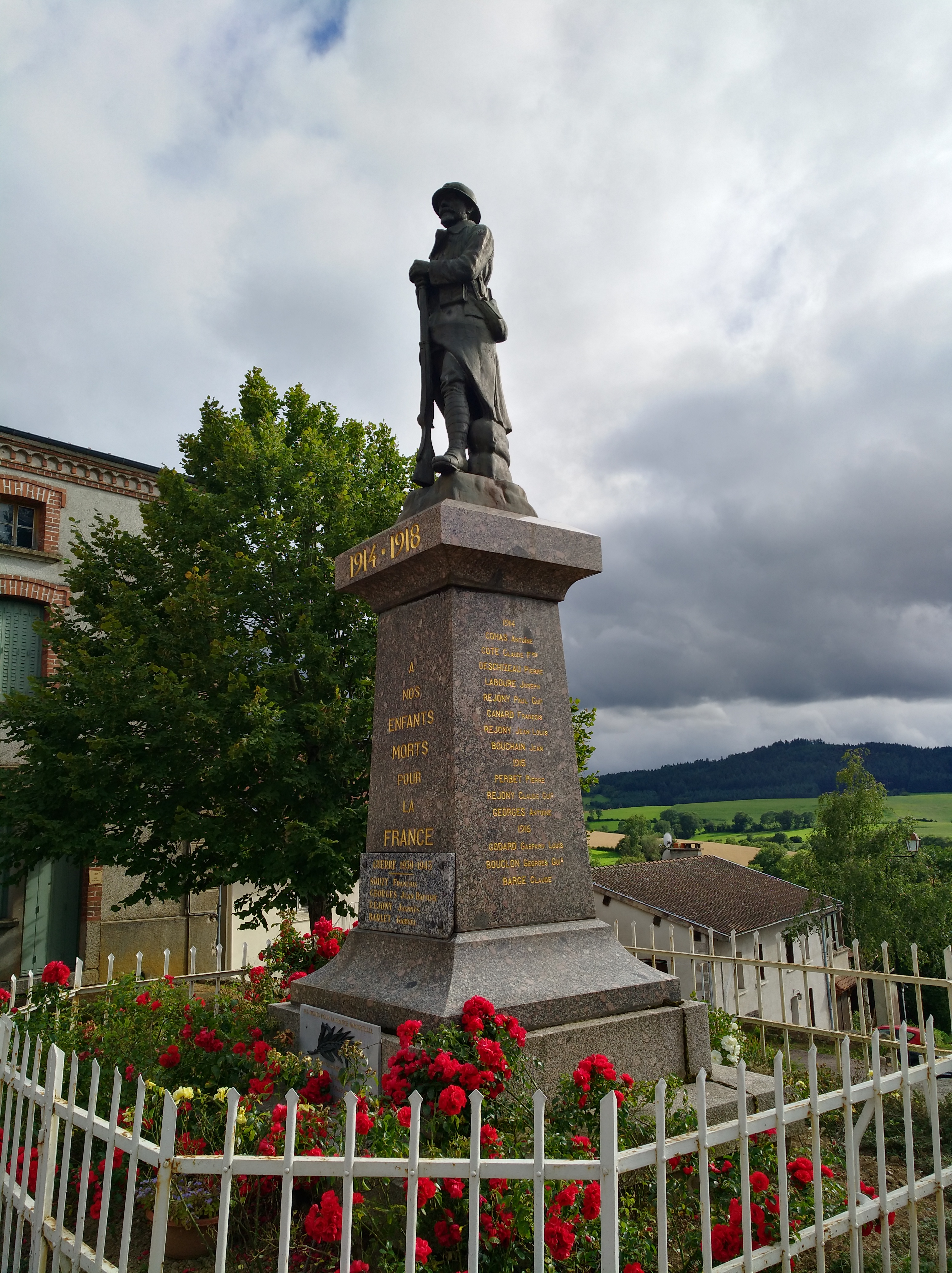
Gefallenendenkmal